# شوالة جنوبية
شوالة جنوبية (الاسم العلمي:Panorpa meridionalis) هي نوع من الحشرات تتبع جنس الشوالة من فصيلة الشواليات.